# آلفرد آندرش
آلفرد آندرش (انگلیسی: Alfred Andersch؛ ۴ فوریهٔ ۱۹۱۴ – ۲۱ فوریهٔ ۱۹۸۰) یک نویسنده، ناشر و تدوینگر رادیویی اهل آلمان بود.